# Saxå kammarmusikfestival
Saxå Kammarmusikfestival är en årlig musikfestival anordnad av Stiftelsen Saxå Kammarmusikfestival.
Festivalen startades 1986 av initiativtagaren, konstnärlige ledaren, musikern och filharmonikern Peter Eriksson, som fortsatt är dess konstnärlige ledare.
Saxå herrgård, belägen i Filipstads kommun, utgör festivalens centrum och sommaren 2019 var det 34:e festivalåret. 2020 skulle ha varit det 35:e festivalåret, men man beslöt att ställa in den på grund av Covid-19.  Måltidens hus, kyrkor, bibliotek, skolor, Grythyttans gästgiveri och Filipstads torg är andra spelplatser. 
Festivalveckan erbjuder en bred kammarmusikrepertoar från solo till kammarorkester och kör. Romanser, serenad- och barockaftnar, seminarier, barn-  och familjekonserter, kör- och jazzkonserter är en del av innehållet. Regelbundet gör festivalen tonsättarbeställningar, har internationella gästspel och stöder med stipendier till unga musikertalanger.
Kulturjournalisten Karsten Thurfjell och musikern Peter Eriksson har skrivit boken ”Till Kammarmusikens lov!” som är en dokumentation över 30 år med Saxå Kammarmusikfestival. Boken innehåller bland annat intervjuer med tonsättare som skrivit musik som blivit uruppförda på festivalen och all listad repertoar som blivit spelad under alla år. Tonsättare som fått beställningar och blivit uruppförda under festivalens veckor är bland andra Sven-David Sandström, Daniel Börtz, Andrea Tarrodi, Katarina Leyman och Anders Hillborg. Kompositören och organisten Otto Olsson (1879–1964) skrev sin stråkkvartett i B-dur 1902–1903 vilken uruppfördes 112 år senare på Saxå Kammarmusikfestival av Nils-Erik Sparf, Anette Wistrand, violin, Peter Eriksson, viola och Elemér Lavotha, violoncell.